# Tom McCutcheon
Tom McCutcheon (* 27. März 1967 in Wisconsin) ist ein US-amerikanischer Westernreiter.

## Werdegang
Bei den Weltmeisterschaften 2002 in  Jerez de la Frontera gewann McCutcheon im Reining auf Conquistador Whiz im Einzel die Silbermedaille. In der Equipe gewann er gemeinsam mit Shawn Flarida, Craig Schmersal und Scott McCutcheon die Goldmedaille.
Bei den Weltmeisterschaften 2010 in Lexington gewann McCutcheon auf Gunners Special Nite im Einzel die Goldmedaille. Im Team gewann er gemeinsam mit Tim McQuay, Craig Schmersal und Shawn Flarida ebenfalls die Goldmedaille.
Mit Darlins Not Painted gewann er 2011 das Reining-Weltcup-Finale in Schweden.
McCutcheon erreichte 2022 den Status eines NRHA Two Million Dollar Rider, was bedeutet, dass er mit Preisgeldern bereits mehr als 2 Mio. $ bei NRHA-Turnieren verdient hat.
Er erreichte 2023 den Status eines NRHA Two Million Dollar Owner, was bedeutet, dass Pferde in seinem Besitz bereits mehr als 2 Mio. $ Preisgeld bei NRHA-Turnieren verdient haben. Diesen Status hatten bis 2023 weltweit nur 10 Besitzer inne.

## Privates
Er lebt mit seiner Frau Mandy und den Kindern Cade und Carlee in Aubrey (Texas).

## Pferde (Auszug)
- Gunners Special Nite (* 2004), Fuchshengst, Vater: Gunner, Muttervater: Mifillena, der über seinen Vater Smart Little Lena von der AQHA Hall of Fame-Stute Poco Lena abstammt.[5] Gunners Special Nite wurde zuvor von Marcy Ver Meer geritten.[6]
- Darlins Not Painted (* 2002), Solid Paint-Fuchsstute
- Ruf Hearted Jac (* 1999), Vater: Lil Ruf Peppy, Muttervater: Hollywood Jac 86